# Chizuru Arai
Chizuru Arai (n. 1 noiembrie 1993, Prefectura Saitama, Japonia) este o sportivă ce a reprezentat Japonia, medaliată olimpică. A participat la o ediție a Jocurilor Olimpice (2020) în care a câștigat o medalie de aur.